# تام کلنسی رینبو سیکس اکسترکشن
تام کلنسی رینبو سیکس اکسترکشن (به انگلیسی: Tom Clancy's Rainbow Six Extraction) (که در اصل تحت عنوان تام کلنسی رینبو سیکس کوارانتین شناخته می‌شود) یک بازی ویدئویی چندنفره آنلاین به سبک تیراندازی تاکتیکی است، که توسط یوبی‌سافت مونترال توسعه یافته و به‌وسیلهٔ یوبی‌سافت منتشر شده است. این بازی یک اسپین‌اف از بازی رینبو سیکس: سیج (۲۰۱۵) محسوب می‌شود، اکسترکشن یک بازی ویدئویی گروهی است که در آن بازیکنان باید در دو حالت دفاع و حمله به صورت گروهی با بیگانگانی به نام آرچینز مبارزه کنند. اکسترکشن در ۲۰ ژانویه ۲۰۲۲، برای پلتفرم‌های مایکروسافت ویندوز، پلی‌استیشن ۴، پلی‌استیشن ۵، آمازون لونا، گوگل استادیا، اکس‌باکس وان، و اکس‌باکس سری اکس/اس عرضه شد. بازی با واکنش‌های متوسطی از سوی منتقدان همراه بود.

## گیم پلی
رینبو سیکس اکسترکشن یک بازی چندنفره گروهی است که در آن هر گروه حداقل تا ۳ نفر را پشتیبانی می‌کند. در این بازی، اپراتورها باید به یک مکان آلوده به بیگانگان بروند و هدف هارا اجرا کنند مثلاً جمع‌آوری اطلاعات برداشت نمونه و… و گروه مهاجم که از سه نفر تشکیل می‌شود از بین ۱۲ حالت یک حالت به‌طور رندوم انتخاب می‌شود و آنها در یک نقشه باید ان هدف را عملی کنید.